# フッ化ナトリウム
フッ化ナトリウム（フッかナトリウム、sodium fluoride）は組成式 NaF で表されるナトリウムのフッ化物である。無色の固体で、フッ化物イオンの発生源としてさまざまな用途に用いられる。フッ化カリウムと比べて安価であり、吸湿性も低いが、利用される頻度はカリウム塩のほうが高い。

## 化学的性質と構造
無色の立方体または正八面体型の結晶である。塩化ナトリウム型の結晶構造を持ち、Na+ と F− がそれぞれ互いを中心とした八面体の頂点に位置する。その格子定数は a = 4.620Å、Na−F 結合距離は2.31Åである。
ハロゲン化アシル、塩化硫黄類、塩化リン類との求電子置換反応を利用したフッ化物の合成に使われる。他のフッ化物と同じく、有機合成においてはシリルエーテルなどの脱シリル化剤として用いられる。
赤外光や紫外光を透過する。温度によらず水には溶けにくく、溶解度は 3.53 g/100 mL (0℃) であり、暖めても溶解度はほとんど変わらない。MSDSによればエタノールには僅かに溶けるとある。水溶液中では一部が加水分解するため、弱アルカリ性を呈する。
{\displaystyle {\ce {NaF\ +H2O\rightleftarrows Na^{+}\ +OH^{-}\ +HF}}}
{\displaystyle {\ce {(F^{-}\ +H2O\rightleftarrows OH^{-}\ +HF)}}}
フッ化ナトリウムは塩化ナトリウム、炭酸ナトリウム、フッ化カルシウムと共に融解すると共晶を形成する。硫酸ナトリウムとの間には2つの共晶点が存在する。固体および液体のフッ化ナトリウムは導電性を持ち、電気抵抗は温度が下がると上昇する。

## 反応
硫酸と反応させると硫酸ナトリウムとフッ化水素を生じる。
{\displaystyle {\ce {2NaF\ + H2SO4 -> Na2SO4\ + 2HF}}}
他のハロゲン化ナトリウム化合物と比べて毒性が高いことの理由として、フッ化物イオンのルイス塩基性の高さが挙げられる。フッ化物イオンは鉄を含む酵素に結合し、その作用を妨げる。

## 合成
濃フッ化水素酸を当量の水酸化ナトリウムで中和すると得られる。
{\displaystyle {\ce {HF\ + NaOH -> NaF\ + H2O}}}
さらにフッ化水素が反応すると、フッ化水素ナトリウムが生成する。
{\displaystyle {\ce {NaF\ + HF -> NaHF2}}}
炭酸ナトリウムとフッ化水素の反応でも合成できる。
{\displaystyle {\ce {2HF\ +Na2CO3->2NaF\ +H2O\ +CO2\uparrow }}}
また、ヘキサフルオロケイ酸ナトリウムの熱分解によっても発生する。

## 用途

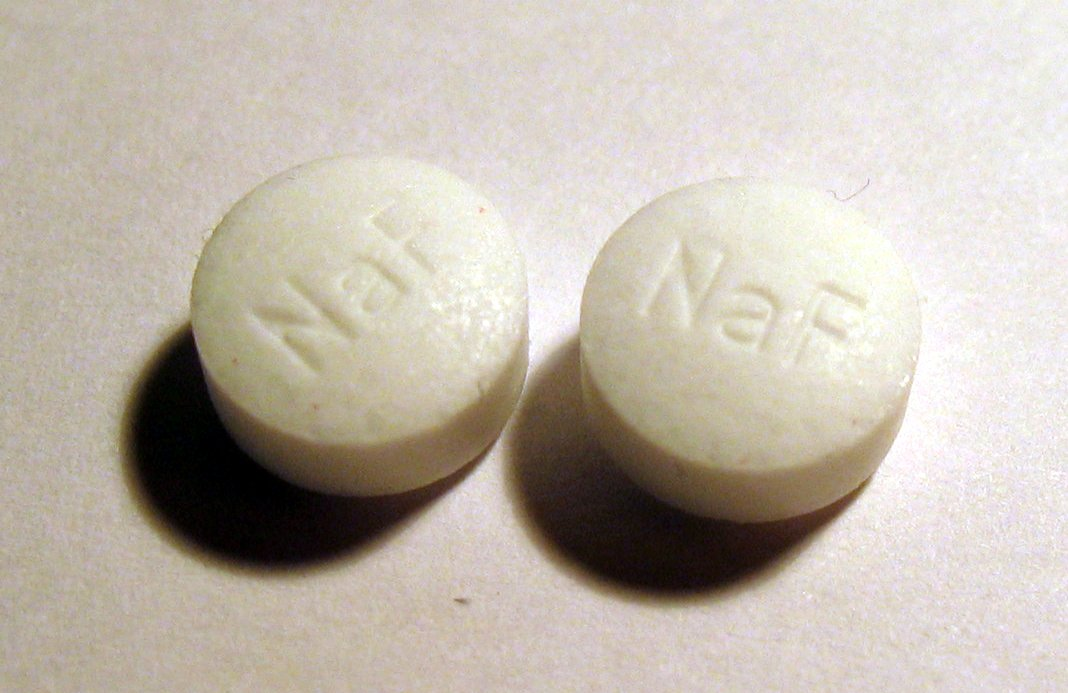
う蝕予防用のフッ化ナトリウムタブレット

フッ化物塩は、歯のエナメル質成分ハイドロキシアパタイトと反応してフルオロアパタイトを形成させて歯牙の耐酸性を強化すると考えられている。アメリカ合衆国では水道水にフッ化物を添加する目的にフッ化ナトリウムが使われていたが、ヘキサフルオロケイ酸 H2SiF6 やそのナトリウム塩（ヘキサフルオロケイ酸ナトリウム） Na2SiF6 で置き換えられた。歯のう蝕を予防するために、歯磨き粉に添加されることが多いほか、フッ化物療法にも用いられる。
木材の防腐剤や接着剤の保存料として用いられる。ホール・エルー法によるアルミニウムの製造の際に融剤として加えられる。そのほか、以下の用途が知られる。
- 抗生物質や殺鼠剤、セラミックス。
- ガラス製造用の融剤。
- 他のフッ化物に含まれる過剰のフッ化水素の除去。
- 有機合成におけるフッ素化剤。
- 単結晶は機器分析で光学フィルター、レンズ、プリズムに使われる。
- 吸光光度分析における鉄イオンのマスキング。
- 再利用六フッ化ウランの精製。
- 分子生物学では、脱リン酸化酵素（フォスファターゼ）阻害剤として知られる。